# Rouvres-en-Multien
Rouvres-en-Multien is een gemeente in het Franse departement Oise (regio Hauts-de-France) en telt 481 inwoners (1999). De plaats maakt deel uit van het arrondissement Senlis.

## Geografie
De oppervlakte van Rouvres-en-Multien bedraagt 8,1 km², de bevolkingsdichtheid is 59,4 inwoners per km².
De onderstaande kaart toont de ligging van Rouvres-en-Multien met de belangrijkste infrastructuur en aangrenzende gemeenten.

## Demografie
Onderstaande figuur toont het verloop van het inwonertal (bron: INSEE-tellingen).

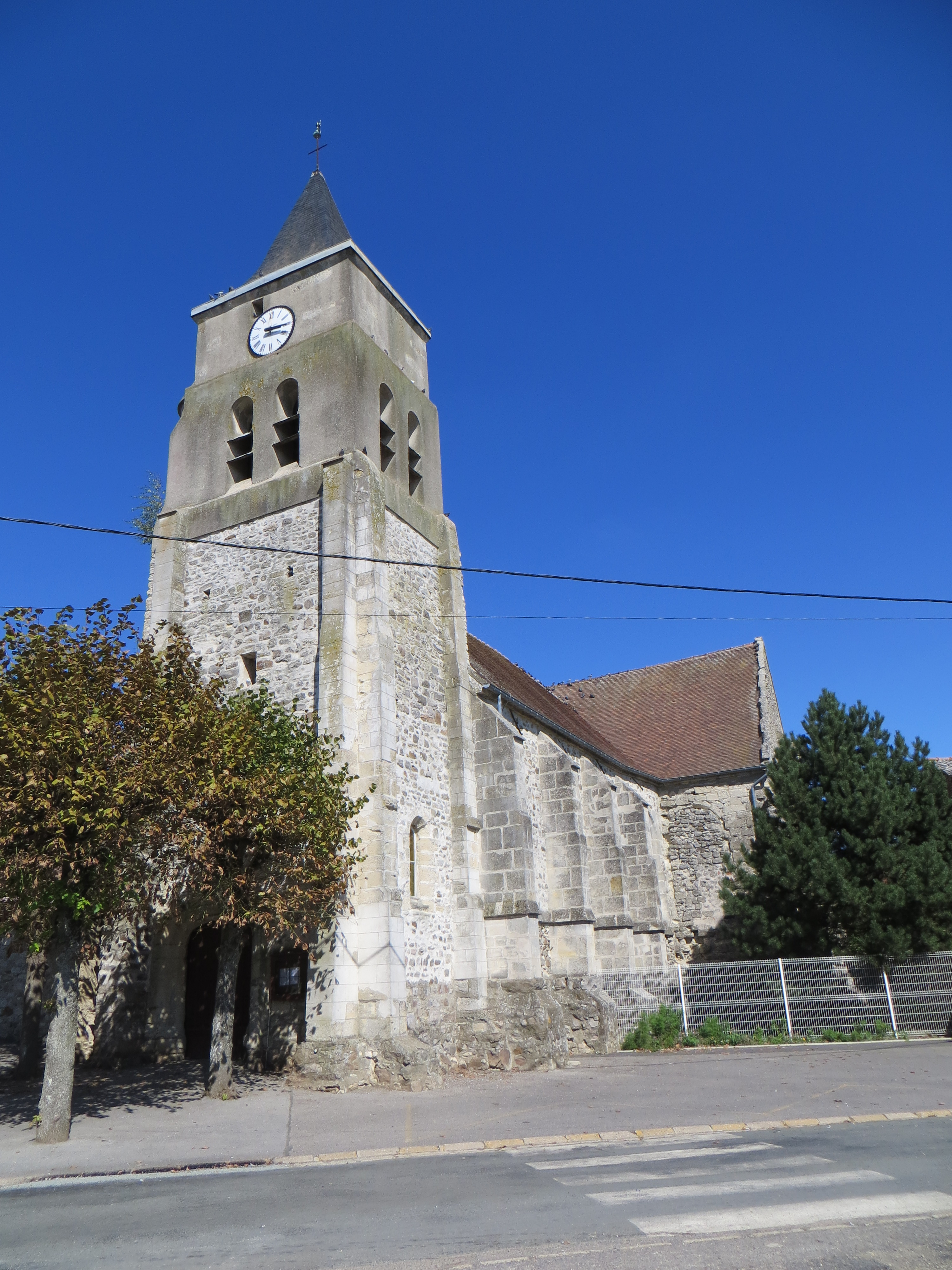
Kerk van Rouvres-en-Multien

1. ↑  Populations de référence 2022.